# Гарафена
Гарафена (искажённое имя Аграфена, Македоница) — в русской мифологии мудрая («инорокая», т.е. главная, почётная) змея, что охраняет на острове Буян чёрное руно.
Часто говорится о том, что на этом острове можно найти чудодейственный «Латырь-камень», излечивающий от всевозможных болезней и заключающий в себе силу, которая дает человеку бессмертие. 
Упоминается И. П. Сахоровым в заговоре от «ужаления козюльки».
По легенде, она, подобно Сфинксу в греческой мифологии, задавала соискателю Алатыря вопросы, и если человек не отвечал, то его ждала расплата, а ответив на заданные вопросы верно, он имел возможность сам задать Гарафене любой вопрос и получить на него достоверный ответ и, конечно же, получал Алатырь. Естественно, что большинство соискателей не могли правильно ответить на хитроумные вопросы мудрой Гарафены и потому погибали.